# Mesoleius roepkei
Mesoleius roepkei is een insect dat behoort tot de orde vliesvleugeligen (Hymenoptera) en de familie van de gewone sluipwespen (Ichneumonidae). De wetenschappelijke naam van de soort werd voor het eerst geldig gepubliceerd door Herman Teunissen in 1945. Het holotype werd gevonden in Tilburg. De naam is een eerbetoon aan prof. Roepke van de universiteit van Wageningen die de collectie van Wageningen ter beschikking stelde voor Teunissens onderzoek.